# نظرية تطور جينوم كامل
توضح نظرية التطور للجينوم الكامل أن هدف الاصطفاء الطبيعي لا يكمن في كائن حي يعيش بمفرده، ولكنه كائن يعيش مع مجتمعات ميكروبية مرتبطة ومجتمعة معًا.

## مقدمة: الافتراضات العلمية للبروبيوتك المرجانية

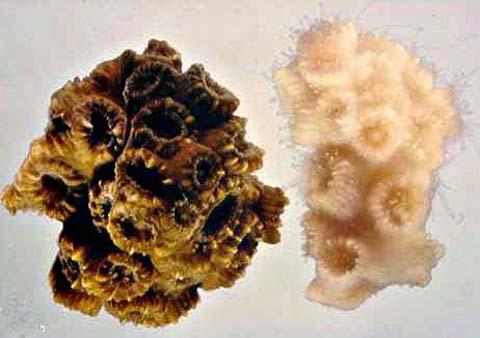
المرجان المبيض وغير المبيض

بدأت نظرية التطور للجينوم الكامل من خلال الدراسات التي كانت تجرى على الشعاب المرجانية. وتمثل الشعب المرجانية أضخم الهياكل التي تم تكوينها من خلال الكائنات الحية، والتي تحتوي على مجتمعات ميكروبية كثيرة ومعقدة للغاية. وتعتبر رأس الشعاب المرجانية عبارة عن مستعمرة من البوليبات المتماثلة جينيًا، والتي تقوم بإنشاء الهيكل الخارجي بالقرب من قاعدة الهيكل. ووفقًا للأنواع الموجودة، فإن الهيكل الخارجي يكون أحد نوعين إما هيكل صلب معتمدًا في تكوينيه على كربونات الكالسيوم، أو لينًا معتمدًا في تكوينه على البروتينات. ومما يميز هذه الأنواع من الكائنات الحية أنه على مر الأجيال تقوم المستعمرة بإنشاء هيكل ضخم وكبير من الشعاب المرجانية. وتتخذ أنواعًا مختلفة من الكائنات الحية مستعمرة المرجان مكانًا لإقامتها، ومن أمثلة هذه الكائنات الحية الطحالب الضوئية ومنها سيمبيودينوم وكذلك أنواع عريضة من البكتريا التي تقوم باتخاذ مستعمرة المرجان مسكن لها ومن بينها بكتريا مثبتة النيتروجين، and كيتين ومحللات الكتين، وكلها يمثل جزءًا كبيرًا جدًا من تغذية المرجان. والرابط بين المرجان وبين حيوياته الدقيقة هي الأنواع التابعة له والمختلفة من السكان البكترية التي توجد في الأنسجة المخاطية وفي المرجان نفسه.
وعلى مدار العقود القليلة الماضية، نرى انحدارًا وانخفاضًا كبيرًا في أعداد الشعاب المرجانية. ونرى أيضًا أن هناك ثلاثة عوامل رئيسية والتي تمثل ضغطًا كبيرًا على الشعب المرجانية وهي تغير المناخ وتلوث المياه والصيد الجائر، وهذه العوامل الثلاثة هي التي وُصفت بأنها أكثر الأسباب لتعرض الشعب المرجانية للمرض. ولقد تم وصف أكثر من عشرين مرضًا مختلفًا من الأمراض التي تصيب الشعب المرجانية، ولكن عددًا قليلاً منها هي التي يقوم عواملها بإظهار المرض بشكل متميز ومنعزل.
ويعد مرض ابيضاض المرجان من أخطر هذه الأمراض التي تصيب المرجان. وفي البحر الأبيض المتوسط، نجد أنه تم اكتشاف مرض ابيضاض أكولونيا باتاجونك (Oculina patagonica) في عام 1994، وكان هذا من خلال التطبيق الصارم لافتراضات كوخ، والذي كان يؤكد أن هذا المرض بسبب العدوى من خلال فيبرو شيلو (Vibrio shiloi). وتحدث عملية ابيضاض المرجان من خلال بكتريا أو باتاجونك (O. patagonica) المسببة للابيضاض والتي تحدث كل صيف في المناطق الشرقية للبحر المتوسط وكان هذا في الفترة من عام 1994 وحتى عام 2002. ومن المدهش أنه بعد عام 2003، فإن أو. باتاجونك (O. patagonica) والتي توجد في المناطق الشرقية للبحر المتوسط قاومت عدوى في. شيلو (V. shiloi)، هذا على الرغم من أن هناك أمراضًا أخرى لا تزال تسبب عملية الابيضاض.
وتنبثق الدهشة من معرفة أن الشعب المرجانية تعمر لفترات زمنية كبيرة وطويلة، وأن أعمارها تمتدد لعقود، وليس لها نظم أو أجهزة مناعة تكيفية تتكيف مع الأمراض. ولا تنتج هذه الأجهزة المناعية الطبيعية أي أجسام مضادة، ويبدو أنها غير قادرة على الاستجابة لهذه التحديات الجديدة إلا على نطاق زمني واسع من التطور. ولقد أكد عدد من الباحثين ومن خلال عدد من الوثائق أن هناك تنوعًا في درجة حساسية التبييض والتي من الممكن أن تسمى 'تجربة بوساطة التحمل'. واللغز هنا هو كيف استطاعت الشعب المرجانية الحصول على المقاومة اللازمة لعدد من الأمراض المحددة، وهذا اللغز قد أدى إلى أن قدم كلٍ من إيوجين روسبنج (Eugene Rosenberg) وإيلانا زيلبر النرويجي (Ilana Zilber-Rosenburg) قد قدموا عددًا من الافتراضات البروبيوتيك المرجانية. وتقترح هذه الافتراضات أن هناك تواجدًا لعلاقات ديناميكية بين الشعب المرجانية ومجتمعاتهم الميكروبية التكافلية. ومن خلال تبديل تركيب الشعب المرجانية، فإن هذا «التكامل» يمكن أن يتكيف ليناسب التغيرات التي تحدث في الظروف البيئية والتي تتغير بسرعة كبيرة من خلال الطفرات الجينية ومن خلال الاختيار الفردي.
وبإمعان النظر في افتراض بروبيوتك المرجاني بالنسبة للكائنات الأخرى والتي تشمل النباتات الأعلى والحيوانات، فإن هذا الافتراض يقود إلى نظرية التطور للجينوم الكامل.

## نظرية الجينوم الكامل

### التعريف
نجد أن مبادئ نظرية تطور الجينوم الكامل هي كما يلي (وهي منبثقة من خلال روزنبرج (Rosenberg) وآخرين في عام 2007):
- «تُنشأ كل الحيوانات والنباتات علاقات تكافلية مع الكائنات الدقيقة.»
- «تحتوي الأنواع العائلة المختلفة على عشائر سكانية تكافلية مختلفة كما تحتوي أيضًا على أفراد من نفس الأنواع يمكن أيضًا أن تحتوي على عشائر سكانية تكافلية مختلفة.»
- «يؤثر الترابط بين كل من الكائن المضيف ومجتمعاته الميكروبية على كلٍ من الكائن المضيف وكائناته المجهرية الدقيقة.»
- «يستطيع الجينوم المضيف التصرف من خلال عمل جماعي مع جينوم الكائنات الدقيقة التكافلية والمترابطة وذلك من أجل إنشاء جينوم متكامل. ويمكن لهذا الجينوم المتكامل أن يتغير بشكل أسرع من هذا الجينوم المضيف بمفرده، وبالتالي يمنح هذا الجينوم إمكانية أكبر على التطور بشكل متكامل داخل هذا التجمع المتكامل.»
- «... من الممكن أن تتغير المعلومات الوراثية المشفرة من قبل الكائنات المجهرية الدقيقة وذلك تحت متطلبات بيئية. وتكون هذه التغيرات أكثر سرعة من التغيرات التي تحدث في المعلومات الوراثية المشفرة من قبل الكائن المضيف، ويكون هذا أيضًا من خلال الكثير من العمليات.»
- «بالنظر إلى كل نقطة من هذه النقاط مجتمعة معًا كما قرر [روزنبرج وآخرون وباقتراح أنه] ينبع اعتبار كلٍ من الهلوبايونت مع جينوم المتكامل الاثنين كوحدة واحدة من المختارات الطبيعية لعملية التطور.»

وينبغي أن يتم استكمال هذه المجموعة من المبادئ السابقة بمبدأ إضافي آخر. وفي حالة إمعان النظر في الهلوبايونت، فإنه يمكن أن يتم اعتباره كوحدة مختارة من الطبيعة:
- ينبغي أن يتم توارث هذا الجينوم المتكامل من جيل إلى آخر.[10][11]

### المتكاملات المنقولة الأفقية والعمودية
تُظهر العديد من دراسات الحالة أهمية تواجد المجهريات الدقيقة المرتبطة بالكائن الحي. (على سبيل المثال، راجع العديد من الدراسات للحالة في مقالة الإحيائية الدقيقة (Microbiome).) وعلى الرغم من أنه ينبغي التمييز بين الانتقال الأفقي والعمودي للنهايات المتكاملة. كما يمكن اعتبار انتقال النهايات المتكاملة والتي يكون في الغالب انتقالاً عموديًا كإسهام في تقديم التنوع الجيني الذي من المحتمل أن يتوارث في الأنواع المضيفة.
ونرى أنه في حالة الكائنات الاستعمارية مثل الشعاب المرجانية، ومثل التجمعات الميكروبية للمستعمرة تستمر في التواجد والعيش على الرغم من أن أعضاء المستعمرة فرديين، ويتم التكاثر فيها لا جنسيًا بالرغم من أنها تعيش وتموت. كما أن الشعب المرجانية أيضًا لها نمط جنسي في الإنتاج، والذي ينتج من خلال يرقات العوالق، وهي أقل وضوحًا من حيث إن التجمعات الميكروبية تستمر من خلال مراحل النمو. والجدير بالذكر أيضًا، أن المجتمع البكتيري للمستعمرة ربما يتغير بتغير المواسم.
وتحافظ الكثير من الحشرات على علاقات التلاقح والتكافل الموروثة مع شركائها من البكتريا. وعلى سبيل المثال، نجد أن التطور الطبيعي لإناث الدبابير لأنواع مثل أسوبارا تابيدا (Asobara tabida) يعتمد على عدوى الولبخية (Wolbachia). ونجد أنه في حالة ما إن تم الشفاء من العدوى، فإن مبايضها تنحل. ويكون انتقال العدوى عموديًا من خلال سيتوبلازم للبيض.
في المقابل، نجد أنه سبق وصف علاقات المعايشة الجبرية في الأدب حيث يكون انتقال عملية التلاقح عبر الانتقال الأفقي. ومن الأمثلة المدروسة جيدًا هو طريقة تغذية الحبار الليلية وهي دراسة لنوع من أنواع الحبار وهو إيوبرمنا سكلوبس (Euprymna scolopes)، والذي يقوم بالتمويه من خلال الخطوط العريضة المقمرة المقابلة على سطح المحيط من خلال انبعاثات ضوئية تنبعث من تحته مع مساعدة يتم تقديمها من خلال البكتريا التكافلية التي يطلق عليها فيبريو فيتشري (Vibrio fischeri). ويذكر روزنبرج هذا المثال في سياق نظرية تطور الجينوم المتكامل. هذا على الرغم من أن كلاً من الحبار والبكتريا يحافظان على التطور الكبير والتعاوني في العلاقة بينهما، ونجد أنه من الصعب نوعًا ما أن يتم اعتبار هذه العلاقة كمثال عملي على نظرية تطور الجينوم المتكامل، في حين أن الحبارات الحديثة الفقس تقوم بتجميع البكتريا من مياه البحر. على الرغم من أن النقل الجانبي والأفقي للأنواع المتكاملة والمتعايشة بين الأنواع المضيفة يسمح بعملية نقل أسرع للطفرات المفيدة داخل الأنواع المضيفة وهذا النقل يكون أسرع من النقل الممكن للطفرات داخل الجينوم المضيف، وفي أغلب الأحيان نجد أن النهايات المتكاملة والمنقولة عموديًا تقوم بالإسهام في عملية النقل الوراثي المتنوع داخل الأنواع المضيفة.